# Tazarine
Tazarine (àrab تازارين) és una comuna rural de la província de Taza de la regió de Fes-Meknès. Segons el cens de 2014 tenia una població total de 2.623 persones.